# Monte Glossopteris
Il Monte Glossopteris (in lingua inglese: Mount Glossopteris) è una montagna prevalentemente coperta di ghiaccio, che può essere identificata dalle bande rocciose esposte sul versante settentrionale, situata a nordest della Buckeye Table nella catena montuosa dell'Ohio Range, nei Monti Transantartici, in Antartide. 
La denominazione è stata proposta da William E. Long, geologo della spedizione dell'Ohio State University nei Monti Horlick nel 1960-61 e 1961-62, il quale assieme al fratello Jack Long e ai colleghi Charles Bentley e Frederic Darling salì sulla sommità del monte nel dicembre 1958. La glossopteris è un tipo di felce preistorica estinta le cui tracce fossili sono impresse nelle rocce di questa montagna.